# 圣帕特里西奥 (得克萨斯州)
圣帕特里西奥（San Patricio）是美国得克萨斯州纽埃西斯县和圣帕特里西奥县的一座城市。
根据2000年美国人口普查，共有318人，其中白人占81.45%。